# Salvaje Oeste (serie)
Wild West es una serie de películas occidentales mudas estadounidenses de 1925 dirigida por Robert F. Hill . Esta serie se considera una película perdida.

## Elenco
- Jack Mulhall como Jimmy Whitehawk
- Helen Ferguson como Polly Breen
- Edward Burns as Colonel Hardcatsle / Tom Osborne (acreditado como Ed Burns)
- Eddie Phillips como Bob Miller
- Fred Burns como Joe Miller
- Larry Steers como Dr. Alonzo Powers
- George Burton como Dan Norton
- Milla Davenport como Chalky Withers
- Virginia Warwick como Elsie Withers
- Dan Dix como Pat Casey
- Gus Saville
- Buck Lucas como él mismo
- Nowata Richardson como Nowatta Slim Richardson
- Inez Gomez como Wynoka

## Capítulos
1. La fiebre por la tierra
2. En el show
3. El elefante forajido
4. Montarlos vaquero
5. La estampida del cuatrerero
6. La chica diamante
7. El vaquero campeón
8. bajo el búfalo
9. Evidencia robada
10. La Ley Decide